# Barbara Rubin
Barbara Rubin (1945 – 1980) byla americká experimentální filmová režisérka.

## Život
Narodila se ve čtvrti Cambria Heights v newyorském obvodu Queens. V dětství trpěla nadváhou a brala různé pilulky na hubnutí. Kvůli její potenciální sebedestruktivní energii ji rodiče poslali do psychiatrické léčebny.
Brzy se začala zajímat o film a natočila několik experimentálních snímků. Roku 1963 ji pozval filmař Jonas Mekas do neziskové organizace The Film-Makers' Cooperative, kterou krátce předtím založil a která se věnovala distribuci avantgardních filmů. Roku 1963 natočila snímek Christmas on Earth sledující pohlavní styk několika homosexuálních párů. Snímek byl inspirován filmem Flaming Creatures dalšího newyorského avantgardního režiséra Jacka Smithe. Film byl natáčen v bytě hudebníků Johna Calea a Tonyho Conrada v ulici Ludlow Street na Manhattanu a jedním z účinkujících byl Gerard Malanga. Přestože se film newyorská policie snažila kvůli svému homosexuálnímu tématu potlačit, dostalo se mu velké chvály od umělců, jakými byli například Jonas Mekas či básník Allen Ginsberg. Přestože Rubin Mekase žádala, aby film zničil, on tak neučinil a uchoval jej ve svém archivu.
Později spolupracovala s výtvarníkem a režisérem Andym Warholem (objevila se například v jeho screen testech). Warhola rovněž seznámila se skupinou The Velvet Underground, které zanedlouho začal dělat manažera. Jako herečka se představila například ve filmech dalšího z newyorských avantgardních režisérů Piera Heliczera. V roce 1965 organizovala představení International Poetry Incarnation v londýnské Royal Albert Hall. Vystupovali zde například Allen Ginsberg, Lawrence Ferlinghetti, William Seward Burroughs, Alexander Trocchi nebo Pete Brown. Avizován byl rovněž chilský básník Pablo Neruda, který zde nakonec nevystoupil. Roku 1965 se její fotografie objevila na zadní straně obalu alba Bringing It All Back Home písničkáře Boba Dylana. Koncem šedesátých let opustila New York a zemřela v Paříži roku 1980 ve věku 35 let. Příčinou byla postnatální infekce po porodu svého šestého dítěte.